# Windstein
Windstein est une commune française située dans la circonscription administrative du Bas-Rhin et, depuis le 1er janvier 2021, dans le territoire de la Collectivité européenne d'Alsace, en région Grand Est.
Cette commune se trouve dans la région historique et culturelle d'Alsace.

## Géographie

### Localisation
La commune se compose du village de Windstein et du hameau de Jaegerthal. Elle fait partie du parc naturel régional des Vosges du Nord.
Windstein se trouve à 4,4 km de Dambach, 11,5 de Philippsbourg, et 7,1 de Niederbronn-les-Bains.

### Géologie et relief
La commune se compose de 125,22 hectares de territoires agricoles (10,48 %) et 1 070,01 hectares de forêts et milieux semi-naturels (89,54 %).
Espaces naturels :
- Trois espaces protégés hors Natura 2000. Vosges Du Nord :

Réserve de Biosphère, zone tampon,
Réserve de Biosphère, zone de transition
Parc naturel régional des Vosges du Nord.
- Deux espaces protégés Natura 2000 :

La Sauer et ses affluents,
La Moder et ses affluents.
- Une zone naturelle d'intérêt écologique, faunistique et floristique (Znieff) :

Vallées de la Sauer et de ses affluents,
Forêt de Dietrich à Dambach et Obersteinbach,
Cours amont de la Moder et de ses affluents.

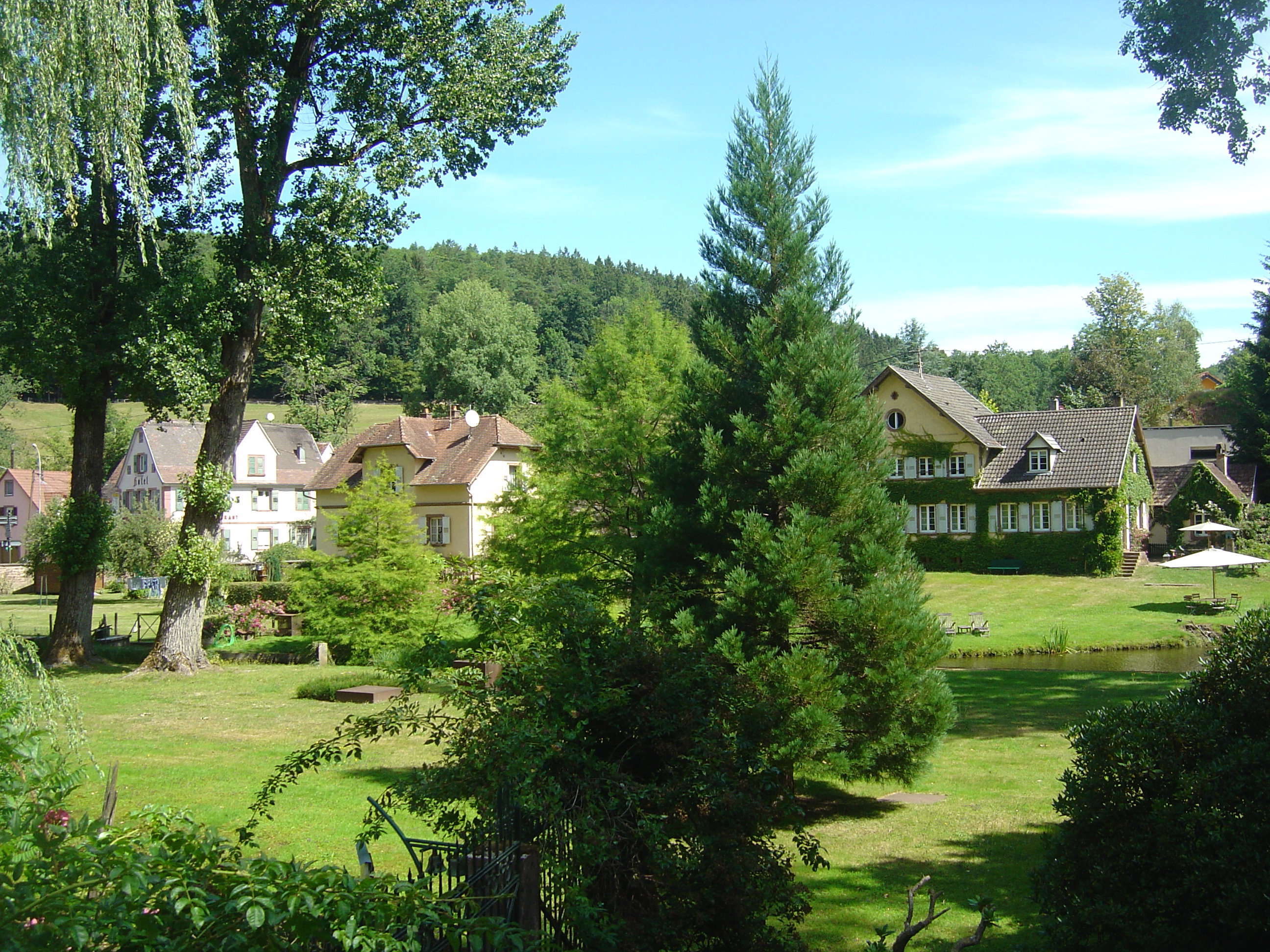
Hameau de Jaegerthal.
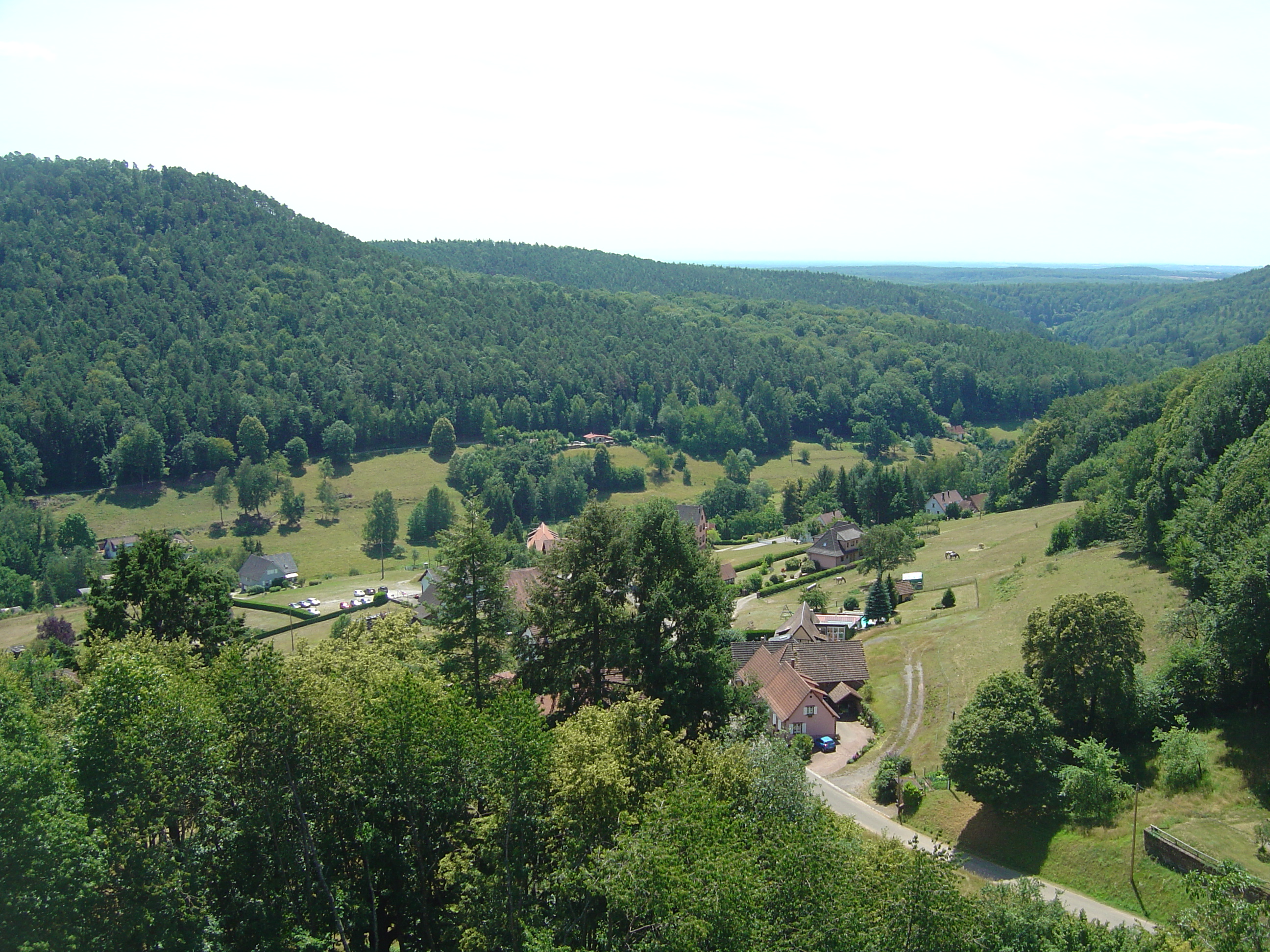
Centre du bourg de Windstein vu depuis les ruines du Vieux-Windstein.

Lors de l'effondrement du fossé rhénan, les terrains jurassiques ont été érodés. Au sud des Vosges, l'érosion s'est poursuivie, s'attaquant également aux terrains triasiques, mettant le socle hercynien à nu, alors qu'au nord des Vosges, les terrains triasiques recouvrent encore le socle. Seuls, à Windstein, de rares affleurements du granite (rose) sont visibles, et à Weiler, lieu-dit de Wissembourg, on rencontre des grauwackes.
Sommets du Mittelkopf et du Steinkopf.
Cols du Rienthal, du Pottaschkopf, du Langthal.

### Hydrographie et les eaux souterraines
Hydrogéologie et climatologie : Système d’information pour la gestion des eaux souterraines du bassin Rhin-Meuse :
Territoire communal : Occupation du sol (Corinne Land Cover); Cours d'eau (BD Carthage),
Géologie : Carte géologique; Coupes géologiques et techniques,
 Hydrogéologie : Masses d'eau souterraine; BD Lisa; Cartes piézométriques.

#### Réseau hydrographique
La commune est dans le bassin versant du Rhin au sein du bassin Rhin-Meuse. Elle est drainée par le ruisseau le Schwarzbach et le ruisseau le Soulzbach,.
Le Schwarzbach, d'une longueur totale de 23,8 km, prend sa source dans la commune de Roppeviller et se jette  dans la Falkensteinerbach à Reichshoffen, en limite avec Kalhausen, après avoir traversé six communes. 
Le Soulzbach, d'une longueur de 10 km, prend sa source dans la commune de Schnersheim et se jette  dans la Sauer à Wœrth, après avoir traversé cinq communes. 
Le village est au bord de l'étang de Jaegerthal. Celui-ci alimentait en énergie hydraulique une forge au tout début du XVIIe siècle dont il reste encore des ruines classées. La famille de Dietrich en acquérant cette forge avant la Révolution française, y fit ses premiers pas dans l'industrie. Le hameau abrite également un château appartenant encore à la famille de Dietrich.

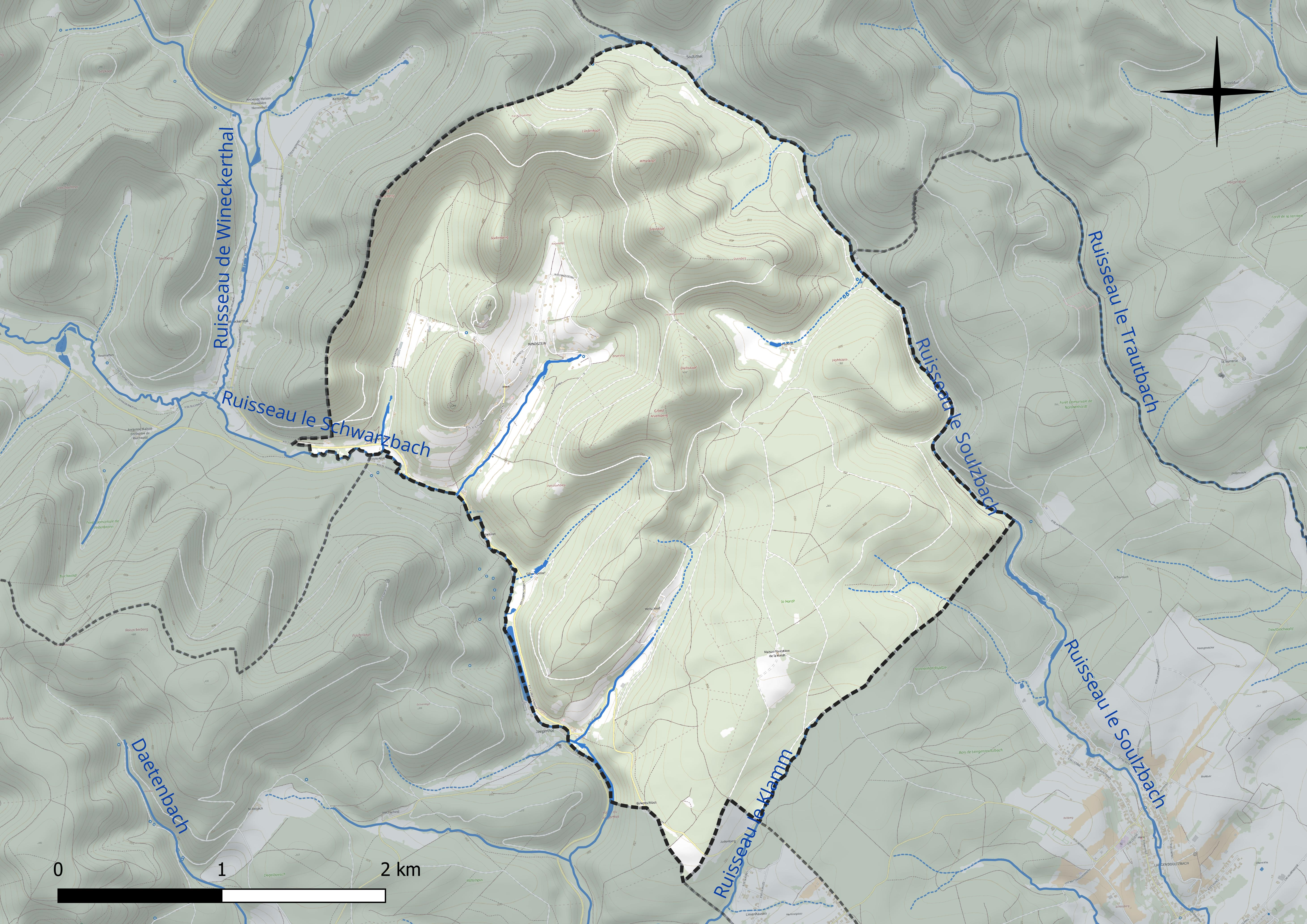
Réseau hydrographique de Windstein.

#### Gestion et qualité des eaux
Le territoire communal est couvert par le schéma d'aménagement et de gestion des eaux (SAGE) « Moder ». Ce document de planification concerne le bassin versant de la Moder dont le territoire s'étend sur 1 720 km2. Le périmètre a été arrêté le 25 janvier 2006. La commission locale de l'eau a été créée le 12 juillet 2007, puis modifiée le 14 décembre 2021. La structure porteuse de l'élaboration et de la mise en œuvre est le Syndicat des eaux et de l’assainissement Alsace-Moselle (SDEA). 
La qualité des cours d’eau peut être consultée sur un site dédié géré par les agences de l’eau et l’Agence française pour la biodiversité.

### Climat
Pour des articles plus généraux, voir Climat du Grand Est et Climat du Bas-Rhin.
En 2010, le climat de la commune est de type climat des marges montargnardes, selon une étude du Centre national de la recherche scientifique s'appuyant sur une série de données couvrant la période 1971-2000. En 2020, Météo-France publie une typologie des climats de la France métropolitaine dans laquelle la commune est exposée à un climat semi-continental et est dans la région climatique  Vosges, caractérisée par une pluviométrie très élevée (1 500 à 2 000 mm/an) en toutes saisons et un hiver rude (moins de 1 °C). 
Pour la période 1971-2000, la température annuelle moyenne est de 10,2 °C, avec une amplitude thermique annuelle de 17,2 °C. Le cumul annuel moyen de précipitations est de 1 023 mm, avec 12,4 jours de précipitations en janvier et 10,4 jours en juillet. Pour la période 1991-2020, la température moyenne annuelle observée sur la station météorologique de Météo-France la plus proche, « Preuschdorf », sur la commune de Preuschdorf à 10 km à vol d'oiseau, est de 11,3 °C et le cumul annuel moyen de précipitations est de 834,2 mm. 
La température maximale relevée sur cette station est de 39,8 °C, atteinte le 4 juillet 2015 ; la température minimale est de −19,9 °C, atteinte le 8 janvier 1985,,. 
Les paramètres climatiques de la commune ont été estimés pour le milieu du siècle (2041-2070) selon différents scénarios d'émission de gaz à effet de serre à partir des nouvelles projections climatiques de référence DRIAS-2020. Ils sont consultables sur un site dédié publié par Météo-France en novembre 2022.

### Voies de communications et transports

#### Voies routières

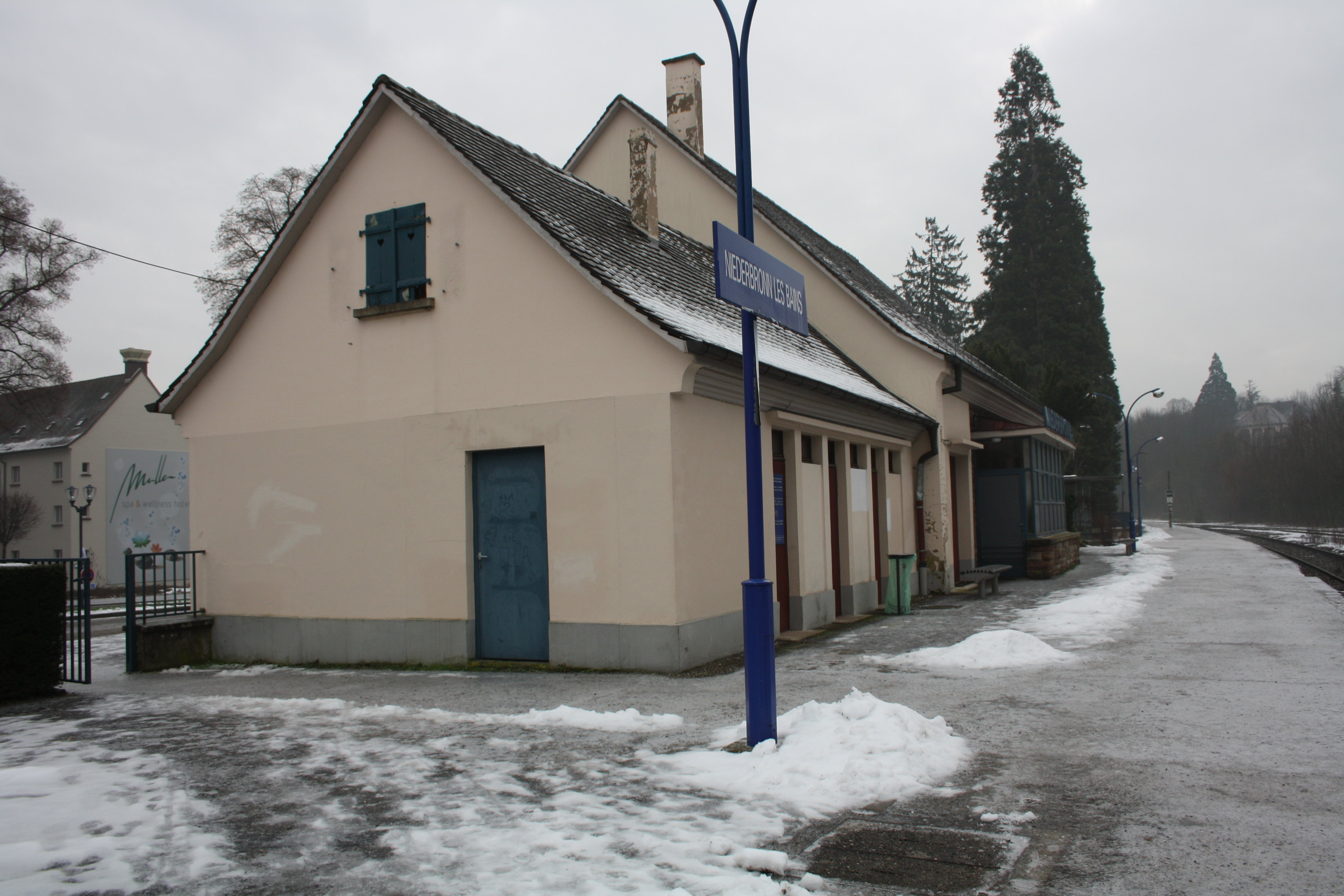
Gare de Niederbronn-les-Bains.

- D 53 vers Dambach.
- D 653 vers Niederbronn-les-Bains.

#### Transports en commun
- Transports en Alsace.
- Fluo Grand Est.
- Gare de Niederbronn-les-Bains[25]

### Intercommunalité
Commune membre de la communauté de communes du Pays de Niederbronn-les-Bains.
| Dambach               |              | Lembach          |
|                       | Windstein    |                  |
| Niederbronn-les-Bains | Reichshoffen | Langensoultzbach |

## Urbanisme

### Typologie
Au 1er janvier 2024, Windstein est catégorisée commune rurale à habitat dispersé, selon la nouvelle grille communale de densité à sept niveaux définie par l'Insee en 2022.
Elle est située hors unité urbaine. Par ailleurs la commune fait partie de l'aire d'attraction de Haguenau, dont elle est une commune de la couronne,. Cette aire, qui regroupe 34 communes, est catégorisée dans les aires de 50 000 à moins de 200 000 habitants,.

### Occupation des sols
L'occupation des sols de la commune, telle qu'elle ressort de la base de données européenne d’occupation biophysique des sols Corine Land Cover (CLC), est marquée par l'importance des forêts et milieux semi-naturels (89,8 % en 2018), une proportion identique à celle de 1990 (89,8 %). La répartition détaillée en 2018 est la suivante : 
forêts (89,8 %), zones agricoles hétérogènes (10,2 %). L'évolution de l’occupation des sols de la commune et de ses infrastructures peut être observée sur les différentes représentations cartographiques du territoire : la carte de Cassini (XVIIIe siècle), la carte d'état-major (1820-1866) et les cartes ou photos aériennes de l'IGN pour la période actuelle (1950 à aujourd'hui).

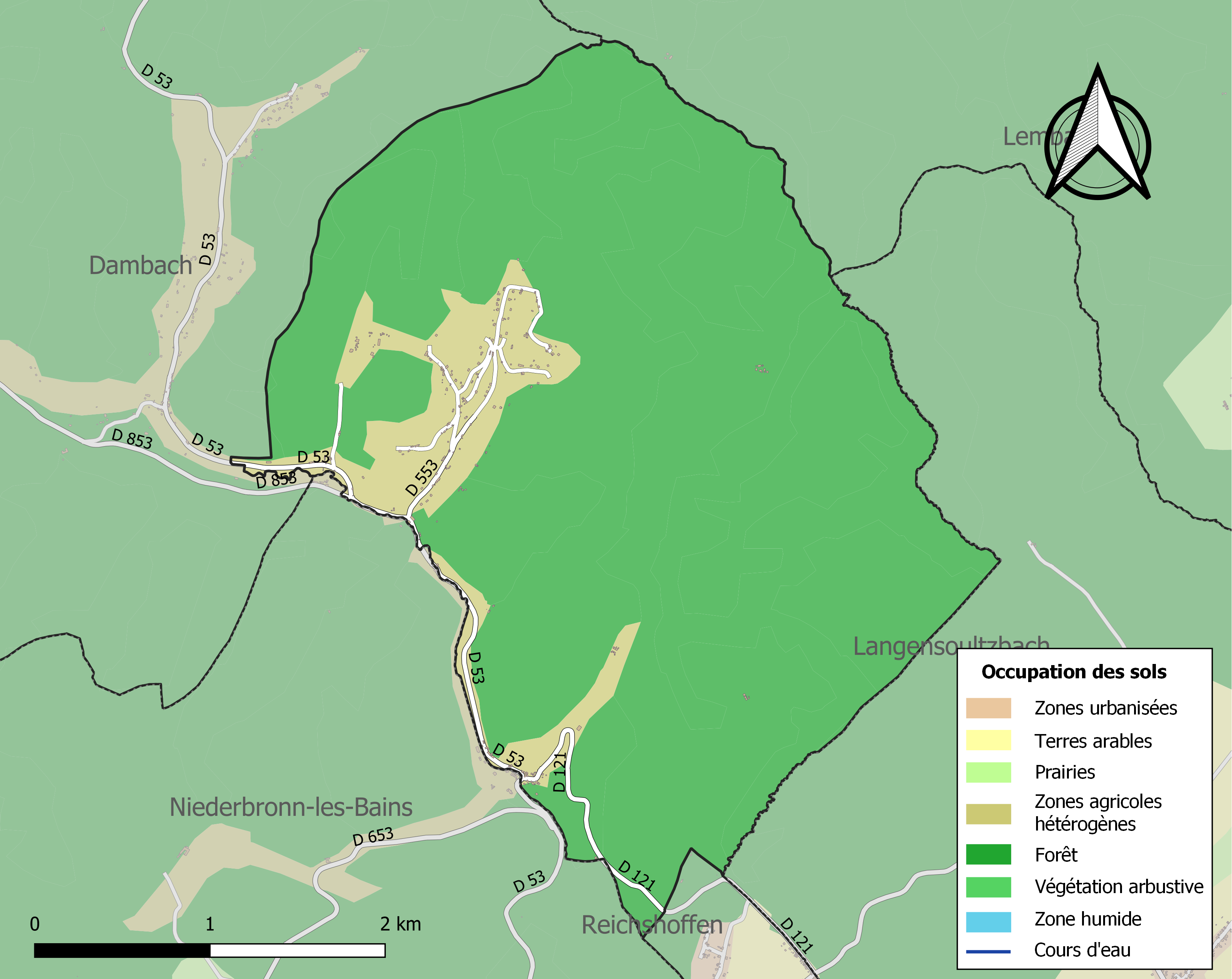
Carte des infrastructures et de l'occupation des sols de la commune en 2018 (CLC).

## Histoire
Le village est aux mains des Windstein,. A l'extension du lignage Windstein, plusieurs propriétaires se succèdent dont les Lichtenberg, les Linange-Leiningen et les Durckheim du Palatinat voisin.
Établie dans le petit hameau de Jaegerthal la forge, discrète, est pourtant à l'origine de l'empire industriel De Dietrich. Elle a été fondée en 1602.

### Héraldique
| Blason de Windstein | Blason  | De sable chapé d'or, chargé au canton dextre d'une rose de gueules. |
| Blason de Windstein | Détails | La rose symbolise l’autorité ou le secret de la famille Windstein.  |

## Politique et administration
| Période                                  | Période  | Identité         | Étiquette | Qualité |
| ---------------------------------------- | -------- | ---------------- | --------- | ------- |
| Les données manquantes sont à compléter. |          |                  |           |         |
| mars 2001                                | mai 2020 | André Isel       |           |         |
| mai 2020                                 | En cours | Steeve Omphalius |           |         |

### Budget et fiscalité 2023

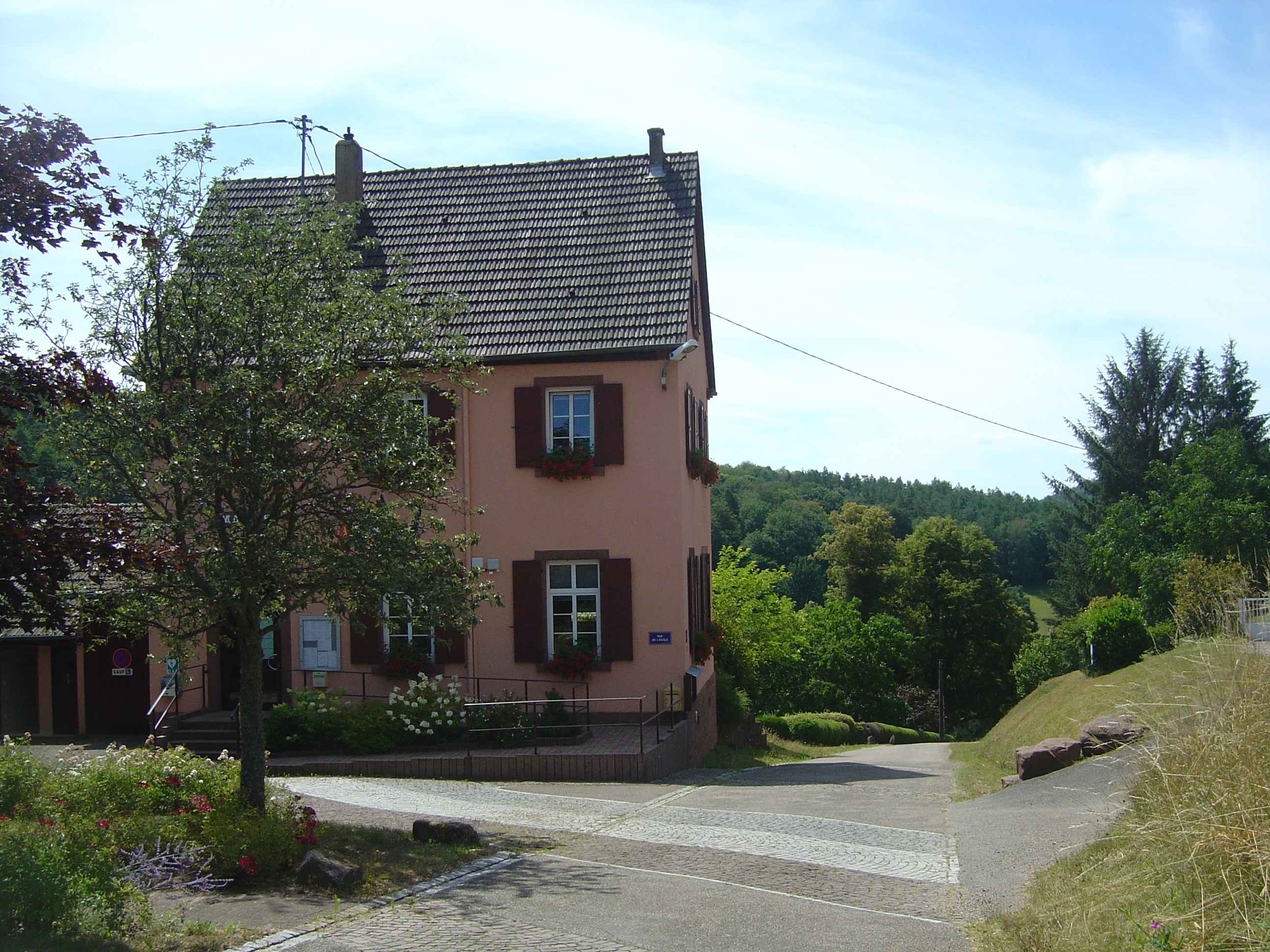
Mairie.

En 2023, le budget de la commune était constitué ainsi :
- total des produits de fonctionnement : 165 000 €, soit 1 006 € par habitant ;
- total des charges de fonctionnement : 100 000 €, soit 608 € par habitant ;
- total des ressources d'investissement : 114 000 €, soit 694 € par habitant ;
- total des emplois d'investissement : 58 000 €, soit 354 € par habitant ;
- endettement : 14 000 €, soit 85 € par habitant.

Avec les taux de fiscalité suivants :
- taxe d'habitation : 8,25 % ;
- taxe foncière sur les propriétés bâties : 22,40 % ;
- taxe foncière sur les propriétés non bâties : 87,07 % ;
- taxe additionnelle à la taxe foncière sur les propriétés non bâties : 0,00 % ;
- cotisation foncière des entreprises : 0,00 %.

Chiffres clés Revenus et pauvreté des ménages en 2020 : médiane en 2020 du revenu disponible, par unité de consommation : 27 240 €.

## Population et société

### Démographie

#### Évolution démographique
L'évolution du nombre d'habitants est connue à travers les recensements de la population effectués dans la commune depuis 1793. Pour les communes de moins de 10 000 habitants, une enquête de recensement portant sur toute la population est réalisée tous les cinq ans, les populations de référence des années intermédiaires étant quant à elles estimées par interpolation ou extrapolation. Pour la commune, le premier recensement exhaustif entrant dans le cadre du nouveau dispositif a été réalisé en 2006.

En 2022, la commune comptait 173 habitants, en évolution de +5,49 % par rapport à 2016 (Bas-Rhin : +3,17 %, France hors Mayotte : +2,11 %).
| 1793 | 1800 | 1806 | 1821 | 1831 | 1836 | 1841 | 1846 | 1851 |
| ---- | ---- | ---- | ---- | ---- | ---- | ---- | ---- | ---- |
| 353  | 414  | 407  | 335  | 443  | 454  | 487  | 508  | 533  |

| 1856 | 1861 | 1866 | 1871 | 1875 | 1880 | 1885 | 1890 | 1895 |
| ---- | ---- | ---- | ---- | ---- | ---- | ---- | ---- | ---- |
| 525  | 450  | 445  | 440  | 417  | 427  | 390  | 316  | 313  |

| 1900 | 1905 | 1910 | 1921 | 1926 | 1931 | 1936 | 1946 | 1954 |
| ---- | ---- | ---- | ---- | ---- | ---- | ---- | ---- | ---- |
| 303  | 266  | 280  | 254  | 256  | 239  | 237  | 205  | 193  |

| 1962 | 1968 | 1975 | 1982 | 1990 | 1999 | 2006 | 2011 | 2016 |
| ---- | ---- | ---- | ---- | ---- | ---- | ---- | ---- | ---- |
| 216  | 191  | 201  | 185  | 166  | 174  | 164  | 175  | 164  |

| 2021 | 2022 | - | - | - | - | - | - | - |
| ---- | ---- | - | - | - | - | - | - | - |
| 168  | 173  | - | - | - | - | - | - | - |

### Enseignement
Établissements d'enseignements :
- École-mairie[46].
- Écoles maternelles et primaires à Langensoultzbach, Dambach, Niederbronn-les-Bains,
- Collèges à Niederbronn-les-Bains, Wœrth, Reichshoffen,
- Lycées à Walbourg, Éguelshardt, Wissembourg, Haguenau.

### Santé
Professionnels et établissements de santé :
- Médecins à Niederbronn-les-Bains, Reichshoffen,
- Pharmacies à Niederbronn-les-Bains, Reichshoffen,
- Hôpitaux à Niederbronn-les-Bains, Goersdorf.

### Cultes
- Culte protestant, paroisse protestante Reichshoffen-Windstein[48].
- Culte catholique[49], diocèse de Strasbourg.

## Économie

### Entreprises et commerces

#### Agriculture
- Ferme maraichère[50].
- Chèvrerie[51],[52].

#### Tourisme
- Hôtels[53].
- Restaurants[54].
- Gîtes ruraux[55].

#### Commerces
- L'ancienne forge de Jaegerthal[56].
- La Maison dite "Le Moulin", ancienne papeterie Blum[57].
- Commerces de proximité à Niederbronn-les-Bains.
- La boulangère du nouveau Windstein[58].

## Lieux et monuments

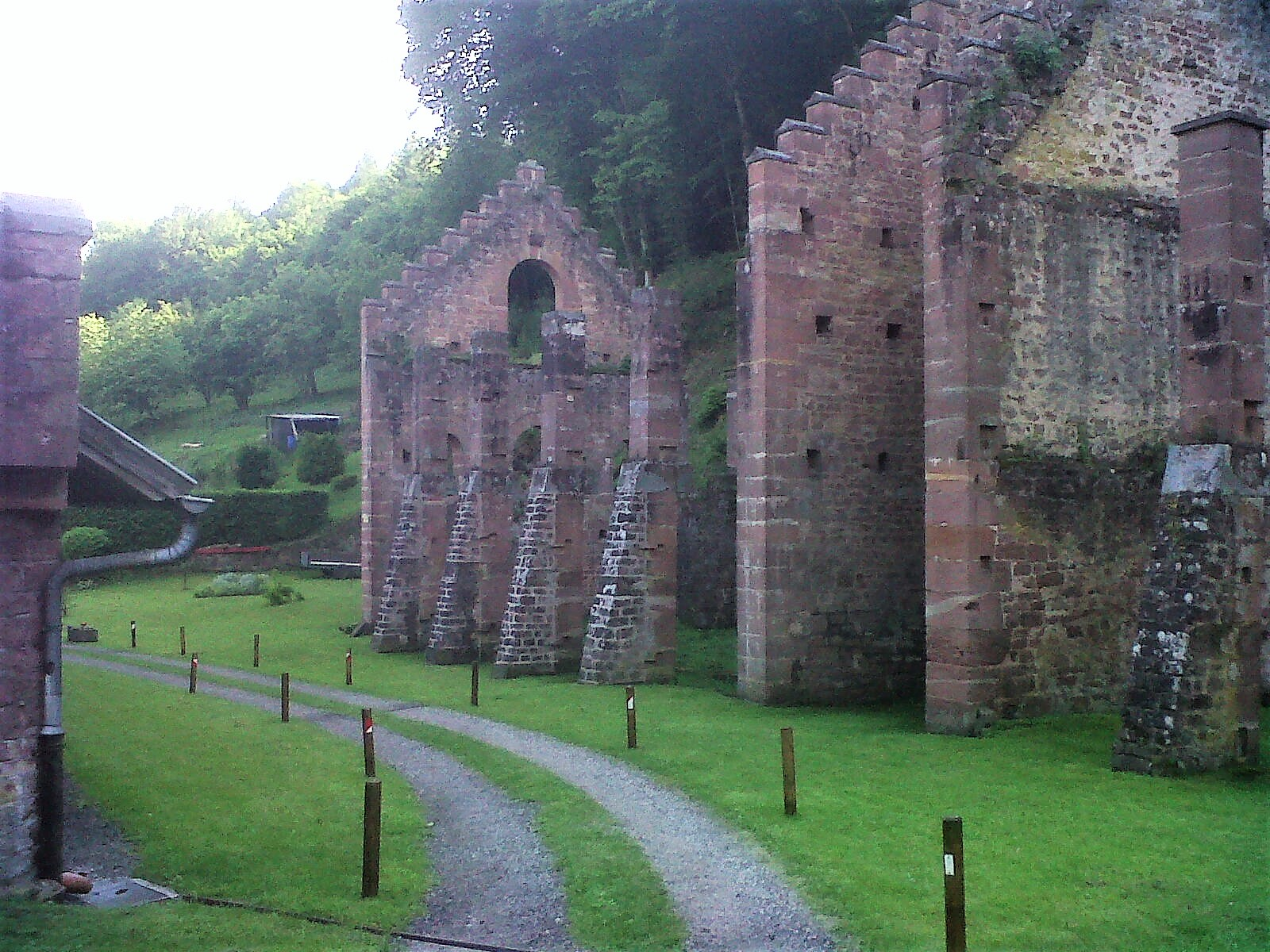
Ancienne forge de Jaegerthal.
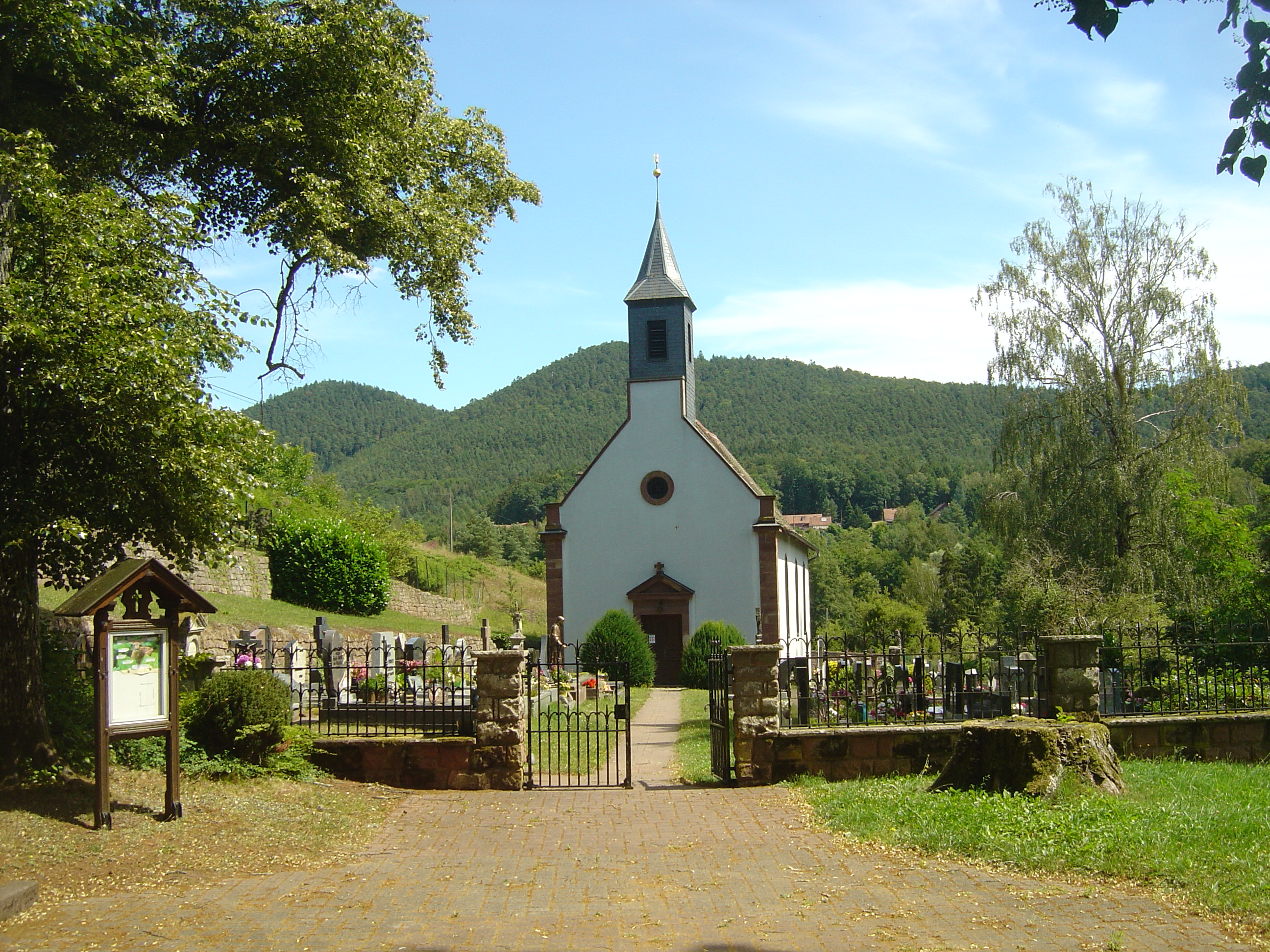
Cimetière et église protestante.
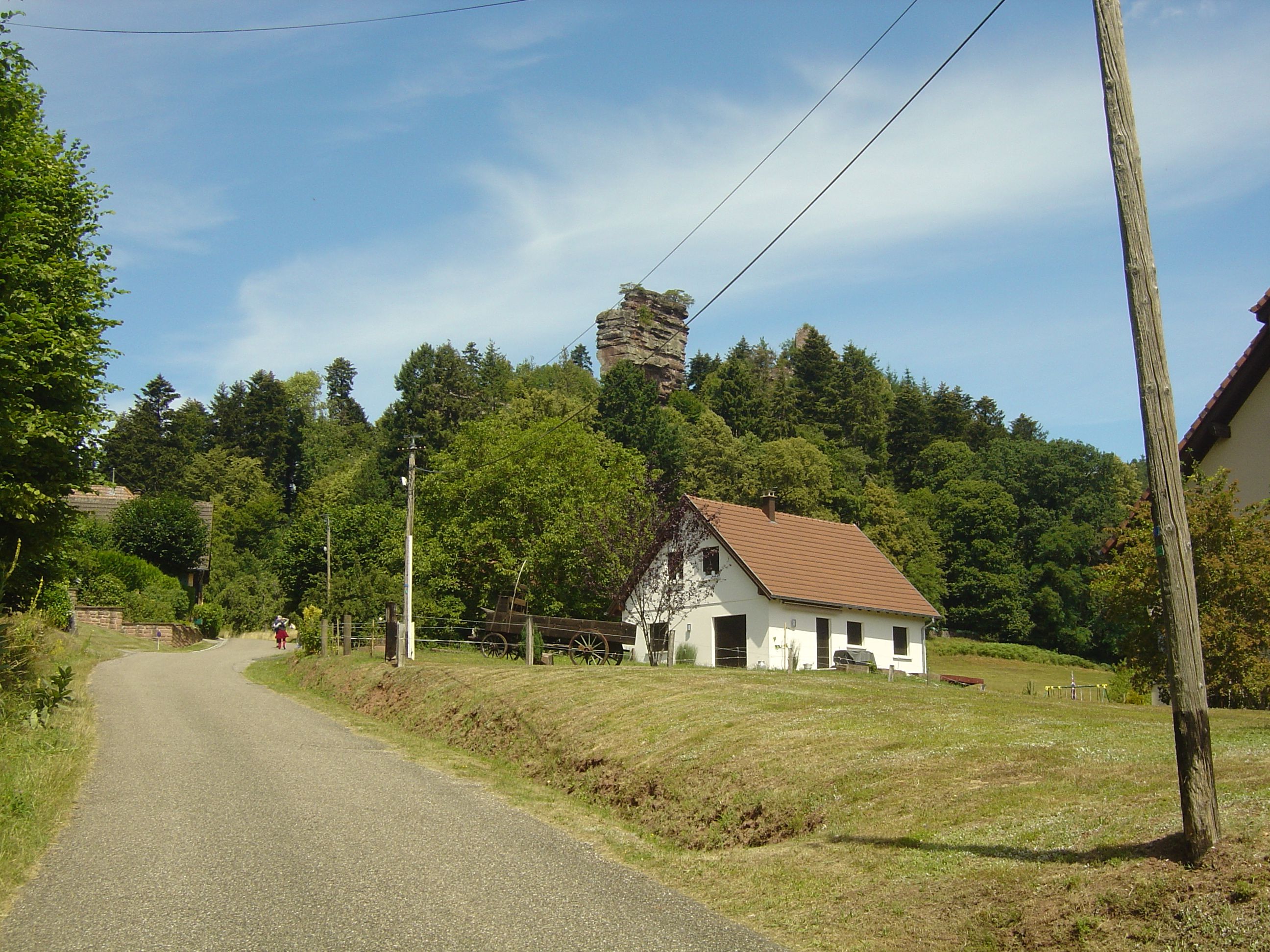
Plus haut les ruines du Vieux-Windstein.
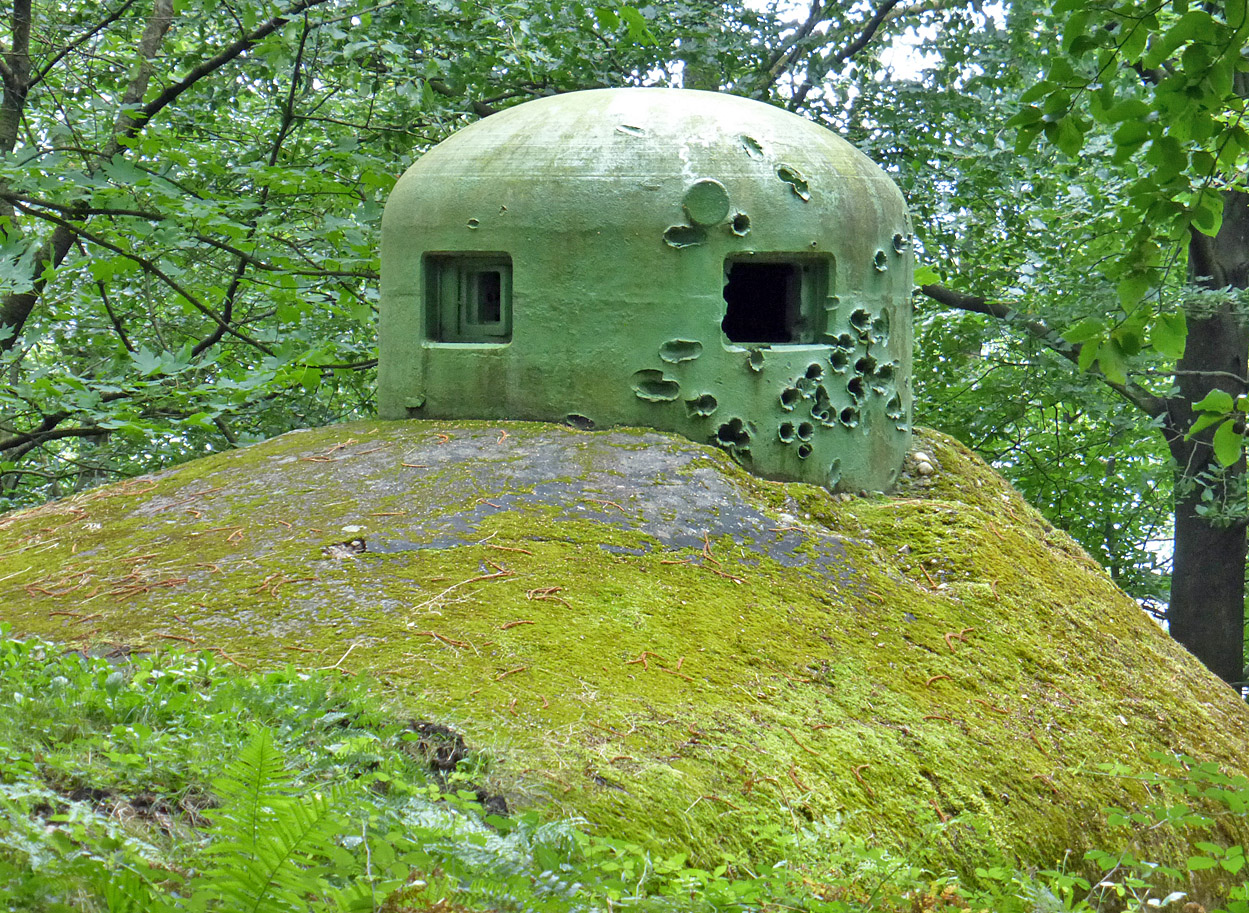
Cloche GFM au col de Guensthal, faisant partie du dispositif de la ligne Maginot.

Patrimoine civil et naturel :
- Patrimoine recensé par le service régional de l'Inventaire général du patrimoine culturel[59].
- Les châteaux du Vieux-Windstein[60] et du Nouveau-Windstein[61],[62]; vestiges du Mittel-Windstein[63] sur la crête qui mène vers la ruine du Nouveau-Windstein.
- Casemate de la Ligne Maginot[64],[65].
- Anciens puits de mine datant du XIXe siècle.
- Rochers pittoresques : polissoirs « néolithiques » sur des rochers[66],[67], cuvettes taillées dans le roc dans une plate-forme rocheuse (Wassersteine).

Patrimoine religieux :
- Église luthérienne, construite en 1850[68] sous l'impulsion d'Albert de Dietrich[69].

chaire pastorale.
stalles de temple, lambris de demi-revêtement.
bancs de temple.
autel protestant.
- Chapelle néo-gothique de Jaegerthal : chapelle Notre-Dame de l'Immaculée-Conception de 1852[74].

Le mobilier de la chapelle Notre-Dame de l'Immaculée-Conception.
- Au cimetière, tombes de la famille de Dietrich, tombes de baptistes à Soultzthal.
- Monument aux morts[76] : conflits commémorés : guerres 1870-1871- 1914-1918 - 1939-1945.
- Grotte de Lourdes[77],[78].

## Personnalités
- Albert de Dietrich (1802-1888), né et décédé à Jaegerthal.
- Jean-Sigismond de Dietrich (1803-1868), né et décédé à Jaegerthal.
- Théodore Haas (1861-1933), artiste peintre né à Jaegerthal.
- Sabine Hackenschmidt (1873-1939), graveur née le 13 mai 1873 à Windstein.